# Beach Buggy Blitz
Beach Buggy Blitz je závodní videohra vyvinutá a vydaná společností Vector Unit pro Android, iOS a BlackBerry 10.

## Hratelnost
Hra Beach Buggy Blitz je postavena na mechanice „nekonečné jízdy“, která vyzývá dojet co nejdále. Po cestě lze sbírat mince a vylepšovat nebo natírat auto, odemykat nová vozidla a řidiče, a dokonce i upravovat samotnou hru pomocí nových vylepšení a spotřebního materiálu.

## Přijetí
| Udělil       | Skóre |
| ------------ | ----- |
| Pocket Gamer | 3,5/5 |

Gamezebo ohodnotilo verzi pro Android nadšeně slovy: „Beach Buggy Blitz je jedním z nejlepších titulů, které Android nabízí“. 148Apps uvedlo: „Beach Buggy Blitz je fantastická a jedna z nejlepších her svého druhu na iOS. Absolutní potěšení hrát a hrát znovu.“

## Sequely
Hra se dočkala dvou pokračování: Beach Buggy Racing, které poprvé vyšlo v roce 2014, a Beach Buggy Racing 2, které poprvé vyšlo v roce 2018. Oba tituly jsou zdarma, s výjimkou jejich vydání pro domácí konzole, která jsou zpoplatněná. Původně měla verze Beach Buggy Racing 2 pro domácí konzole s názvem Beach Buggy Racing 2: Island Adventure vyjít v roce 2020, avšak kvůli pandemii COVID-19 bylo vydání titulu odloženo na první čtvrtletí roku 2021. Jak je uvedeno na webových stránkách společnosti Vector Unit, titul vyšel 10. března 2021. Beach Buggy Racing 2 lze také hrát ve vozidlech Tesla.